# Schizaea fluminensis
Schizaea fluminensis är en ormbunkeart som beskrevs av John Miers och Sturm. Schizaea fluminensis ingår i släktet Schizaea och familjen Schizaeaceae. Inga underarter finns listade.